# Мешо (Потенца)
Мешо (итал. Mescio) је насеље у Италији у округу Потенца, региону Базиликата.
Према процени из 2011. у насељу је живело 17 становника. Насеље се налази на надморској висини од 719 м.